# Michael Shmerkin
Michael Shmerkin, né le 5 février 1970 à Odessa (République socialiste soviétique d'Ukraine), est un patineur artistique soviétique, puis israélien.

## Biographie

### Carrière sportive
Il commence sa carrière en Union soviétique et obtient des succès internationaux dès l'âge de 14 ans. Lors des championnats du monde juniors de 1984, il remporte la cinquième place.
En 1991, il émigre en Israël avec sa famille et commence à représenter son nouveau pays dans les compétitions internationales.
Champion national à cinq reprises entre 1995 et 2002, il participe aux Jeux olympiques d'hiver de 1994, puis à ceux de 1998, obtenant respectivement la 16e et la 18e places. En 1994, il est le premier patineur à représenter Israël aux Jeux olympiques. En 1998, il est le porte-drapeau de la délégation israélienne.
Il prend sa retraite sportive à l'issue de la saison 2001-2002.

## Palmarès
| Compétition                         | 1989    | 1990    | 1991    | 1992    | 1993    | 1994    | 1995    | 1996    | 1997    | 1998    | 1999    | 2000    | 2001    | 2002    |
| Jeux olympiques d'hiver             |         |         |         |         |         | 16e     |         |         |         | 18e     |         |         |         |         |
| Championnats du monde               |         |         |         |         | 19e     | 14e     | 11e     | 11e     | 15e     | 15e     |         | 35e     | 33e     |         |
| Championnats d’Europe               |         |         |         |         |         |         |         |         | 14e     | 13e     |         | 19e     | 20e     | 25e     |
| Championnats d'Israël               |         |         |         |         |         |         |         | 1er     | 1er     | 1er     | F       | 1er     | 1er     | 1er     |
|                                     |         |         |         |         |         |         |         |         |         |         |         |         |         |         |
| Grand Prix ISU                      | 1988/89 | 1989/90 | 1990/91 | 1991/92 | 1992/93 | 1993/94 | 1994/95 | 1995/96 | 1996/97 | 1997/98 | 1998/99 | 1999/00 | 2000/01 | 2001/02 |
| Skate Canada                        |         |         |         |         |         |         | 2e      | 2e      |         |         |         |         |         |         |
| Coupe d'Allemagne                   |         |         |         |         |         |         |         | 6e      | 8e      |         |         |         |         |         |
| Moscou Skate                        | 9e      |         | 2e      |         |         |         |         |         |         |         |         |         |         |         |
| Trophée NHK                         |         |         |         |         |         |         |         |         | 10e     |         |         |         |         |         |
| Légende : F = Forfait ; A = Abandon |         |         |         |         |         |         |         |         |         |         |         |         |         |         |